# Facaderenovering
Facaderenovering betegner arbejdet eller processen med renovering af en bestående facade, herunder re-etablering, rensning, genopbygning og reparation. Begrebet bruges indenfor byggebranchen, hvor arkitekter og entreprenører bruger det som samlebetegnelse for alle arbejder vedrørende bygningers ydre. Ofte bruges termen om ældre fredede og bevaringsværdige bygninger, hvor bygherre gerne lægger et større arbejde i at fastholde et originalt udtryk eller måske ligefrem er lovmæssigt forpligtet hertil.

## Årsager
Facaderenovering finder sted ved bygninger, der er beskadiget af vind, vejr, skader eller andre uhensigtsmæssigheder, der skader eller vanrøgter facadens udtryk. 
I Danmark finder de fleste reparationer af facader sted pga. at bygningen har været repareret i årene 1960-2000 med maling af diffusionstæt maling såsom plastmaling. Disse malinger har ikke tilladt bygningen at ånde, og konsekvensen er at et stort antal bygninger i Danmark bliver facaderenoveret pga. tidligere tiders dårlige vedligehold. 
Andre grunde til facaderenovering er naturligvis almindeligt vedligehold, smuds fra trafik, graffiti, skader mv. 

## Historie
Facaderenovering som branche/sektor var et område henhørende under murerfaget (og andre klassiske fag) indtil starten af 1990'erne, hvor en række danske selskaber såsom Larsen FacadeRenovering A/S, OMØ, m.fl. specialiserede sig i sektoren, hvorefter flere selskaber blomstrede op, og sektoren gik fra at henhøre under andre grene til at være en selvstændig niche. 

## Metode og variation
Facaderenovering fra land til land er ikke sammenlignelig, da bygningerne udsættes for forskellige former for slitage (klima, beliggenhed mv.) ligesom materialevalget svinger meget fra land til land. Således er teknikkerne på det danske marked et miks af håndplukkede løsninger samt inspiration fra udlandet.